# Matka Królów
Pour plus de détails, voir Fiche technique et Distribution.
Matka Królów (littéralement « la mère des rois ») est un film polonais réalisé par Janusz Zaorski, sorti en 1987.

## Synopsis
Dans les années 1930, en Pologne, Lucja Krol, une femme des classes populaires, perd son mari, tué par un tramway, alors qu'elle va accoucher de leur quatrième enfant. Son voisin, Wiktor, un intellectuel communiste essaie d'aider Lucja et sa famille mais est emprisonné pour ses idées. Puis, la Seconde Guerre mondiale éclate et les Allemands envahissent le pays.

## Fiche technique
- Titre : Matka Królów
- Réalisation : Janusz Zaorski
- Scénario : Janusz Zaorski d'après le roman de Kazimierz Brandys
- Musique : Przemysław Gintrowski
- Photographie : Edward Klosinski
- Montage : Józef Bartczak
- Pays :  Pologne
- Genre : Drame, historique et guerre
- Durée : 127 minutes
- Dates de sortie : 
  -  Pologne : mars 1987

## Distribution
- Magda Teresa Wójcik : Lucja Król
- Zbigniew Zapasiewicz : Wiktor Lewen
- Franciszek Pieczka : Cyga
- Bogusław Linda : Klemens Król
- Adam Ferency : Zenon Król
- Michal Juszczakiewicz : Stas Król
- Krzysztof Zaleski : Roman Król
- Joanna Szczepkowska : Marta Stecka
- Henryk Bista : Grzegorz Wiechra
- Zbigniew Bielski : Kogut
- Tadeusz Huk : Renard

## Distinctions
Le film a été présenté en sélection officielle en compétition lors de Berlinale 1988.